# Pavel Gatskii
Pavel Gackïy (Kazachs: Павел Гацкий) (Pavlodar, 1 januari 1991) is een Kazachs voormalig baan- en wegwielrenner die in 2018 reed voor Apple Team.

## Carrière
In 2012 werd Gackïy, samen met Artjom Zacharov, tweede in de ploegkoers tijdens de Aziatische kampioenschappen baanwielrennen in Kuala Lumpur. Twee jaar later zou hij dit in eigen land nog eens overdoen, ditmaal met Nikita Panassenko. Daarnaast werd hij in 2014, in dienst van Continental Team Astana, vijfde op het nationale kampioenschap op de weg. Later dat jaar werd hij onder meer nog negende in het eindklassement van de Ronde van China I.
Na het opdoeken van zijn ploeg reed Gackïy in 2015 voor Seven Rivers Cycling Team, dat tot eind mei een clubteam was. In juni van dat jaar wist hij vierde te worden op het nationale wegkampioenschap. Twee maanden later maakte hij deel uit van de Kazachse selectie voor het olympische testevent, waar hij op de achttiende plaats eindigde.

## Baanwielrennen

### Palmares
| Jaar | KK | AK         | WK              | Overig |
| ---- | -- | ---------- | --------------- | ------ |
| 2012 |    | ploegkoers | 13e scratch     |        |
| 2013 |    | 5e scratch | 14e puntenkoers |        |
| 2014 |    | ploegkoers |                 |        |

## Ploegen
- 2014 –  Continental Team Astana
- 2015 –  Seven Rivers Cycling Team
- 2016 –  Astana City
- 2018 –  Apple Team

Axmetov · Ayazbajev · Benfatto · Bïjigitov · Davïdenok · Fedosejev · Gackïy · Galejev · Ïşanov · Koelimbetov · Majdos · Okïşev · Panassenko · Pernebekov · Qojatajev · Rive · Scartezzini · Semenov · Şemyakïn
Axmetov · Gackïy · Galejev · Koelimbetov · Koezmin · Lwşşenko · Miraliev · Natarov · Nikitin · Panassenko · Satlikov · Stalnov · Şteyn · Tsjsjerbinin · Tsoj · Zjoemakan
Adïlov · Ayazbajev · Davïdenok · Fedosejev · Galejev · Gackïy · Gladïlïn · Gorbwşïn · Lavrentev · Lwkyanov · Rïve · Şşerbïnïn · Wsmanov · Zaycev · Zemlyakov